# École centrale de Lyon
La École Centrale de Lyon è un'università francese, grande école d'Ingegneria istituita nel 1857, situata a Écully nel campus dell'Università di Lione.

## Didattica
Si possono raggiungere i seguenti diplomi: 
- Ingénieur Centralien de Lyon (Centralien Graduate ingegnere Master)
- Laurea magistrale, Master ricerca & Doctorat (PhD studi di dottorato)
- Laurea specialistica, Master specializzati (Mastère MS Spécialisé)
- MOOC design thinking[3].

## Doppie lauree École Centrale de Lyon
Il programma T.I.M.E. (Top Industrial Managers for Europe) è un progetto di doppia laurea dedicato a tutti gli studenti di ingegneria.
Si può sostituire il terzo anno di Ingegneria con due anni di permanenza nella École Centrale de Lyon. 
Al ritorno in Italia, gli studenti, ottenuta la Laurea, si iscrivono a un corso di Laurea Magistrale in Ingegneria presso la Facoltà di Ingegneria. Al conseguimento della Laurea Magistrale, lo studente ottiene anche il titolo Master rilasciato dalla École Centrale de Lyon.